# Eduard von Hartmann

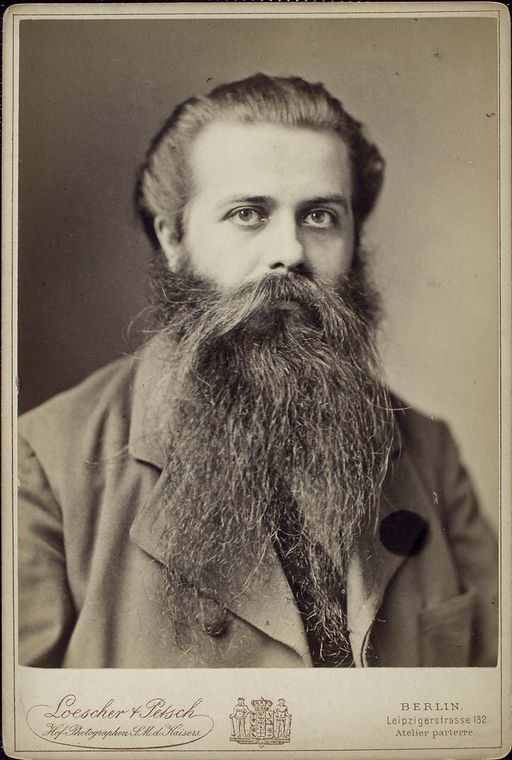
Eduard von Hartmann

Karl Robert Eduard Hartmann, seit 1862 von Hartmann (* 23. Februar 1842 in Berlin; † 5. Juni 1906 in Groß-Lichterfelde) war ein deutscher Philosoph.
Er gilt auch als „der Philosoph des Unbewussten“. Von Hartmann versuchte in seinem Werk Philosophie des Unbewussten zwei verschiedene Denkweisen (Rationalismus und Irrationalismus) zusammenzuführen, indem er die zentrale Rolle des Unbewussten betonte.
Sein Werk hatte Einfluss auf Tiefenpsychologen wie Sigmund Freud und Carl Gustav Jung.
Auch Rudolf Steiner, Begründer der Anthroposophie, wurde stark von Eduard von Hartmann beeinflusst und stand mit ihm im schriftlichen Austausch.

## Leben
Eduard wurde als Sohn des preußischen Generalmajors Robert von Hartmann geboren, der 1862 in den erblichen preußischen Adelsstand erhoben worden war. Er trat 1858 in das Garde-Artillerie-Regiment der Preußischen Armee ein und besuchte die Vereinigte Artillerie- und Ingenieurschule. Durch ein chronisches Knieleiden bedingt nahm er 1865 als Premierleutnant seinen Abschied. Er promovierte 1867 in Rostock, schlug aber keine akademische Laufbahn ein. Professuren, die ihm nach dem großen Erfolg seines ersten Werkes Philosophie des Unbewussten (1869) von den Universitäten Leipzig, Göttingen und Berlin angeboten wurden, lehnte er ab. Stattdessen lebte und wirkte er fortan als unabhängiger Privatgelehrter in Berlin.
Hartmann heiratete am 3. Juli 1872 in Charlottenburg Agnes Taubert (1844–1877). Nach deren Tod ehelichte er am 4. November 1878 in Bremen Alma Lorenz (1854–1931). Aus den Ehen gingen sechs Kinder hervor.
Hartmann starb am 5. Juni 1906 in seiner Heimatstadt. Er ist in einem Ehrengrab der Stadt Berlin auf dem Friedhof Columbiadamm beigesetzt (Abteilung 0 IV-2-7/1). 
In Berlin-Lichterfelde erinnert die Hartmannstraße an ihn, die bis 1934 Eduard-von-Hartmann-Straße hieß.

## Werk
Nachdem er mit 22 Jahren den „Gedanken als seinen Beruf“ erkannt hatte, begann er gegen Ende 1864 „ohne Plan“ ein Werk niederzuschreiben, welches heute als das philosophische Hauptwerk Hartmanns gilt. In dieser rasch Aufsehen erregenden Philosophie des Unbewußten (Berlin 1869; 12 Auflagen bis 1923) versuchte er eine Synthese aus Aspekten der Philosophien Arthur Schopenhauers, Leibniz’, Schellings und Hegels.
Hartmann bezeichnet darin seinen Standpunkt als die Extreme der logischen Idee (bei Hegel) und des blinden Willens (Schopenhauer) in der Einheit des Unbewussten – das Wille und Vorstellung sei – aufhebenden Monismus. Das Unbewusste ist für sein System etwa dasselbe, was für Spinoza die Substanz, für Fichte das absolute Ich, für Hegel die Idee ist.
Hegels größter Irrtum sei gewesen, das Unlogische, den gleichberechtigten Gegensatz des Logischen, als inneren Bestandteil des Logischen aufzufassen; derjenige Schopenhauers dagegen, die Vorstellung als bloßes „Hirnprodukt“ und den Willen, das Wesen der Welt, als von jeder Vorstellung entblößt zu betrachten. Das Unbewusste sei beides, Wille und Vorstellung, Reales und Ideales, Unlogisches und Logisches, zugleich. Der „Weltprozess“ sei die Folge des ideellen Gegensatzes dieser beiden Attribute, der mit der Besiegung des Unlogischen (des Willens) durch das Logische (die Vorstellung) enden würde. Diese Aufhebung des Wollens durch die Vorstellung erfolge universell, nicht (wie bei Schopenhauer) individuell; nicht als Erlösung des einzelnen Menschen (durch Askese), sondern der ganzen Erscheinungswelt von der Qual des Daseins.
Die pessimistische Ansicht von der „Unseligkeit“ (dem Überschuss der Unlust über die Lust) in der Welt hat daher bei Hartmann nicht den Quietismus, die „feige persönliche Entsagung und Zurückziehung“, die „Verneinung der Welt“ (wie bei Schopenhauer), sondern vielmehr „volle Hingabe der Persönlichkeit an den Weltprozess um seines Ziels, der allgemeinen Welterlösung, willen“, also die positive „Bejahung des Willens zum Leben“, statt der „Entzweiung“ die „Versöhnung“ mit dem Leben zur Folge. In dieser nachdrücklichen Abweisung beschaulicher Tatlosigkeit liegt eine deutliche Abgrenzung zu Schopenhauer. In der Ablehnung gegen dessen Pessimismus fand Hartmann in seiner ersten Gattin eine Fürsprecherin, als sie unter ihrem Geburtsnamen Agnes Taubert 1873 Der Pessimismus und seine Gegner veröffentlichte.
Auf Schellings positive Philosophie wies Hartmann in einer besonderen Schrift hin. Er verstand sie als Synthese der Lehren Hegels und Schopenhauers. Wie in diesem seinem ersten Hauptwerk seine Metaphysik, so hat Hartmann in seinem zweiten, der Phänomenologie des sittlichen Bewusstseins (Berlin 1878, 2. Auflage 1886), seine Moralphilosophie, in einem dritten seine Religionsphilosophie dargestellt, und zwar in einem ersten, historisch-kritischen Teil: Das religiöse Bewusstsein der Menschheit im Stufengang seiner Entwickelung (Berlin 1882), in einem zweiten, systematischen Teil: Die Religion des Geistes (Berlin 1882), d. h. das religiöse Bewusstsein auf der Stufe des konkreten Monismus und seiner Immanenzlehre.

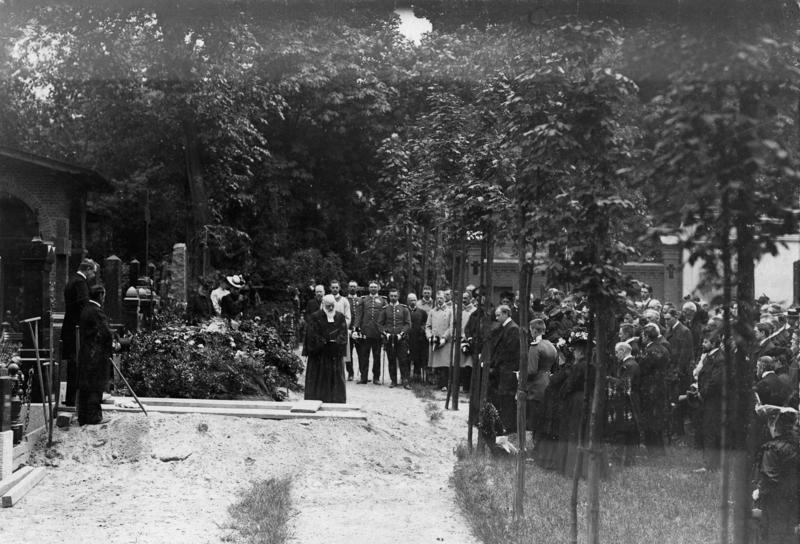
Beisetzung Hartmanns, 1906

Ein viertes wichtiges Werk behandelt die Ästhetik, und zwar im ersten Teil Die deutsche Ästhetik seit Kant (Berlin 1886), im zweiten Teil Die Philosophie des Schönen (Berlin 1887).

## Auseinandersetzung mit Nietzsche
Friedrich Nietzsche griff in seiner Schrift Vom Nutzen und Nachteil der Historie für das Leben (1874) Hartmanns Philosophie des Unbewussten scharf an. Auch in anderen Schriften setzte sich Nietzsche explizit oder implizit mit den Auffassungen Hartmanns auseinander, die er größtenteils für naiv befand. Hartmann als Erfolgsautor (für Nietzsche ein „Modephilosöphchen“) ging auf die Kritik des noch kaum bekannten Nietzsche nicht ein. Erst nachdem Nietzsche in geistige Umnachtung gefallen und wenig später erstaunlich schnell zu Ruhm gekommen war, meldete Hartmann sich zu Wort. Nietzsches „Neue Moral“ sei im Wesentlichen ein Plagiat von Max Stirners Ideen und zudem von diesem weit klarer dargelegt worden. Nietzsche, der Stirner in keiner seiner Schriften erwähne, müsse diesen gekannt haben, da er in seiner Zweiten Unzeitgemässen Betrachtung von 1874 genau jene Passagen seines (Hartmanns) Buches kritisiert habe, die explizit auf „Stirners Standpunkt und seine Bedeutung in der Philosophie des Unbewussten“ eingingen. Während Hartmann seine eigene Philosophie als Überwindung des Stirnerschen „exklusiven Egoismus“ betrachtete („dem man einmal ganz angehört haben muss, um die Größe des Fortschritts zu fühlen“), sah er dies bei Nietzsche nicht gegeben – Nietzsche sei auf „Stirners Standpunkt“ zurückgefallen. Im Anschluss an Hartmann vermuteten auch andere eine direkte Beeinflussung Nietzsches durch Stirner. Die Frage ist bis heute umstritten und ungeklärt.

## Schriften
- Über die dialektische Methode. Berlin 1868.
- Philosophie des Unbewußten. Berlin 1869, 11. Auflage 1904, 12. Aufl. 1923 postum.
- Das Ding an sich und seine Beschaffenheit. Berlin 1871, 2. Auflage 1875 unter dem Titel: Kritische Grundlegung des transzendentalen Realismus. 3. Auflage 1885
- Erläuterungen zur Metaphysik des Unbewußten. Berlin 1874, 2. Auflage 1878 unter dem Titel: Neukantianismus, Schopenhauerianismus und Hegelianismus.
- Die Selbstzersetzung des Christentums und die Religion der Zukunft. 2. Auflage, Berlin 1874
- Wahrheit und Irrtum im Darwinismus. Berlin 1875.
- Kirchmanns erkenntnistheoretischer Realismus. Berlin 1875.
- Zur Reform des höhern Schulwesens. Berlin 1875.
- Gesammelte Studien und Aufsätze. Berlin 1876, darin neben einer Autobiografie u. a.:
  - Schellings positive Philosophie als Einheit von Hegel und Schopenhauer. 1869.
  - Aphorismen über das Drama. 1870.
  - Gesammelte philosophische Abhandlungen zur Philosophie des Unbewussten. 1872.
  - Über Shakespeares Romeo und Julia. 1874.
- Phänomenologie des sittlichen Bewusstseins. Berlin 1878, 2. Auflage 1886
- Die Krisis des Christentums in der modernen Theologie. Berlin 1880.
- Zur Geschichte und Begründung des Pessimismus. Berlin 1880.
- Die politischen Aufgaben und Zustände des Deutschen Reichs. Berlin 1881.
- Das religiöse Bewusstsein der Menschheit im Stufengang seiner Entwickelung. Berlin 1882.
- Die Religion des Geistes. Berlin 1882.
- Das Judentum in Gegenwart und Zukunft. Leipzig 1885.
- Philosophische Fragen der Gegenwart. Leipzig 1885.
- Der Spiritismus. Leipzig 1885.
- Moderne Probleme. Leipzig 1885.
- Phänomenologie des sittlichen Bewusstseins. Berlin 1878, 2. Auflage 1886.
- Ästhetik.
  - Band 1: Die deutsche Ästhetik seit Kant. Berlin 1886.
  - Band 2: Die Philosophie des Schönen. Berlin 1887.
- Kritische Wanderungen durch die Philosophie der Gegenwart. Friedrich, Leipzig 1890. (Digitalisat)
- Das Problem des Lebens. Biologische Studien. Hermann Haacke, Bad Sachsa 1906 Digitalisat

Unter dem Namen Karl Robert Hartmann veröffentlichte er:
- Dramatische Dichtungen: Tristan und Isolde; David und Bathseba. Berlin 1871.

## Literatur

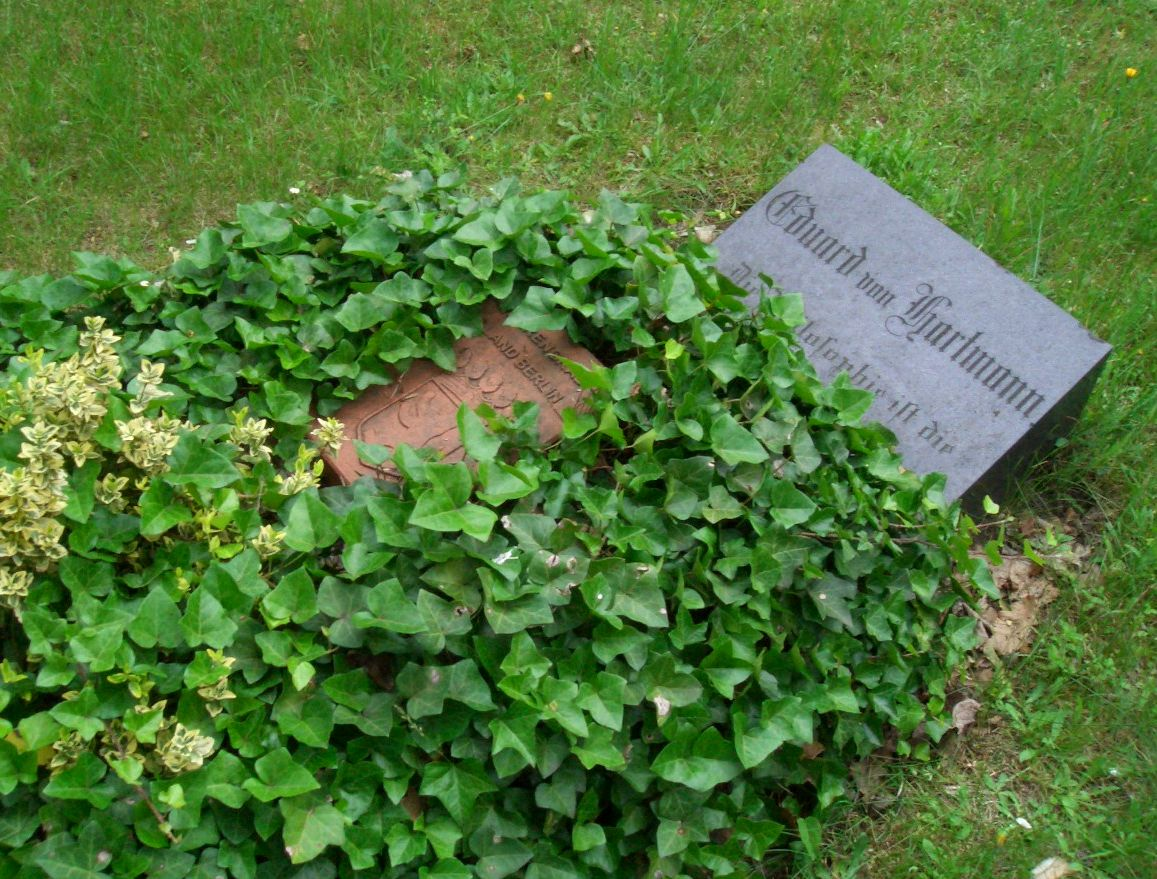
Ehrengrab auf dem Berliner Friedhof Columbiadamm. Auf dem Grabstein: Die Philosophie ist die größte Macht unter den Mächten des Geistes.